# 明娜·哈洛宁
明娜·哈洛宁（芬蘭語：Minna Halonen，1975年10月11日—），芬兰女子冰球运动员，场上位置是守门员。她曾入选2002年冬季奥林匹克运动会芬兰女子冰球队名单，但并未上场参赛。